# Amarcord
 Amarcord és una pel·lícula franco-italiana de Federico Fellini, estrenada el 1973. Ha estat subtitulada al català.

## Argument
En emilià-romanyol, la llengua parlada a l'Emília-Romanya, la regió on es troba Rímini, la ciutat natal de Fellini, «Amarcord» significa «jo me'n recordo» (en italià,  (io) mi ricordo).
És una crònica de la vida dels habitants de la fictícia ciutat de Borgo (que podria ser la mateixa Rímini), en una província d'Itàlia, sota el feixisme triomfant en la dècada de 1930 i vista sobretot a través dels ulls de Titta, un adolescent turbulent i atractiu, que podria realment ser el mateix Fellini.
Titta, un nen molt entremaliat, s'escapa sovint del galliner familiar per anar a vagarejar pels carrers i descobrir el món. Troba tota mena de gent: un venedor ambulant mitòman, un acordionista cec, una estanquera de pit acollidor, una religiosa nana, etc.
La vida provinciana d'aquell temps és també el d'una exhibició feixista, o el fascinant pas, en alta mar, d'un misteriós transatlàntic, o de les agitades sessions de cinema. Però no tot és divertit en aquesta vida: la mare de Titta mor, però es consolarà de pressa amb el so de l'acordió d'un casament camperol.
El feixisme no ens corprèn d'entrada perquè la gent és bonassa i graciosa. El poble prepara una festa, es reuneix a la plaça, es porten mobles per a la festa de Sant Joan, toca la fanfara, els homes admiren la Gradisca, tan bonica amb el seu abric vermell i coll de pell negra. Ella somia en Hollywood i amb Gary Cooper al cinema, el propietari del qual es fa dir "Ronald Colman".
A l'escola, els professors són més caricaturescos i ridículs els uns que els altres, amb una menció per al de grec, que multiplica les ganyotes en cadascuna de les seves demostracions de bona pronunciació. Els alumnes semblen disputar qui serà més poca-solta, amb ganyotes i cossos deformes. A classe passen l'estona pegant-se, rient, pixant...
Però, sobretot, passen la vida fantasiejant sobre les dones del poble i fins i tot sobre la seva professora de matemàtiques. Cada dia, fins i tot sota la pluja, visiten el "Monument de la Victòria", un àngel amb magnífiques natges nues i grassonetes. L'obsessió sexual, i la frustració que comporta, dominen tota la seva vida d'adolescent.
De l'observació àcida de la província italiana, del sopar familiar i de la discussió que l'esmalta, resta un moment d'antologia: la mare, Miranda, que es posa a mirar guerxo quan crida "em torno boja", abans d'anunciar "us mataré a tots! Posaré estricnina a l'escudella!". Mentre que el pare, Aurelio, fa cara de voler suïcidar-se apartant-se les mandíbules amb les dues mans, incapaç –com la mare– d'atraure l'atenció de l'oncle o dels nens que, acostumats a l'escena, continuen menjant, impertorbables, mentre que l'avi es fa un bon pet.
Però el to es fa més amarg a partir de la festa feixista. Fellini porta en principi la manifestació al ridícul, amb els clons del Duce, la desfilada a la cursa dels "bersaglieri", els discursos encesos i convinguts. El to es fa agredolç quan és erigit l'immens bust del Duce, construït amb milers de flors, els ulls del qual, enormes i fixos, fan pensar en el Gran Germà de George Orwell.
I mentre cau la nit i les diversions feixistes continuen, un violí es fa sentir, sense sorgir d'enlloc, i desgrana les notes de la Internacional. L'emoció i la poesia s'ajunten en aquest instant abans que la comèdia es torni agra, ja que —com ens ho mostra Fellini sense necessitar dir-nos-ho— la poesia i l'emoció no tenen lloc en la Itàlia feixista. Un diluvi de foc sobre el campanar de l'església, on s'amaga el gramòfon sacríleg i després l'interrogatori a base d'oli de ricí del pare de Titta, ens recorden la trista realitat històrica.
Amarcord és una crònica de la Itàlia pagesa i feixista. Una crònica, ara hilarant, ara amarga, i fins i tot inquietant quan les manifestacions del feixisme quotidià ens mostren totes les seves brutalitats. És, sense cap dubte, la pel·lícula més política de Fellini, potser l'única. Però, aquí, el feixisme forma part de la decoració, en un poble del qual se'ns diu que el "99% dels habitants estan afiliats al Partit"

## Repartiment
- Bruno Zanin: Titta
- Pupella Maggio: Miranda, mare de Titta
- Armando Brancia: Aurelio, pare de Titta
- Stefano Proietti: Oliva, germà de Titta
- Giuseppe Ianigro: L'avi de Titta
- Nandino Orfei: L'oncle de Titta
- Ciccio Ingrassia: Teo, l'oncle «boig» de Titta
- Carla Mora: Gina, la minyona
- Magali Noël: La Gradisca
- Maria Antonietta Beluzzi: L'estanquera
- Josiane Tanzelli: La Volpina
- Domenico Pertica: L'acordionista cec
- Gennaro Ombra: Biscein
- Luigi Rossi: L'advocat
- Gianfilippo Carcano: El mossèn, Don Balosa
- Dina Adorni: El professor de Matemàtiques

## Al voltant de la pel·lícula
En el moment de la seva estrena a l'URSS dues escenes van ser censurades, amb gran emprenyament de Fellini, convidat oficialment, que va intentar convèncer les autoritats de desdir-se de la seva decisió: l'escena de masturbació al cotxe i l'escena amb l'estanquera de pits imponents.

## Premis i nominacions

### Premis
- Oscar a la millor pel·lícula de parla no anglesa

### Nominacions
- Oscar al millor director per Federico Fellini
- Oscar al millor guió original per Federico Fellini i Tonino Guerra
- Globus d'Or a la millor pel·lícula estrangera